# Kalabáka
Kalabáka (em grego Καλαμπάκα) é uma cidade grega localizada na prefeitura de Trikala. Em 2001, a cidade possuía 11.841 habitantes.
Os famosos Mosteiros de Metéora estão localizados no município.

## Cidade-irmã
- Schwabach, Alemanha